# 安曇野

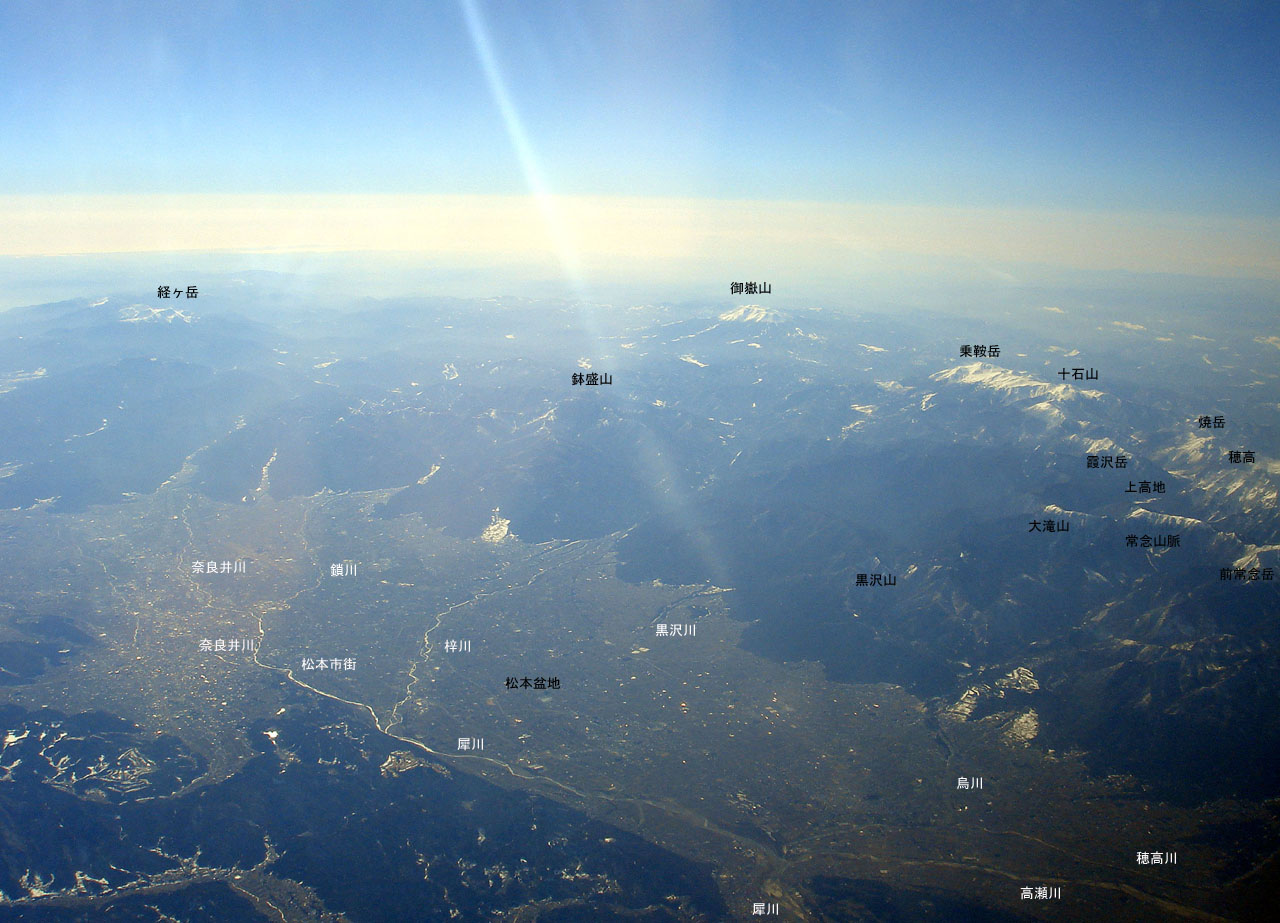
安曇野（松本盆地の一部）

安曇野（現代仮名遣い:あずみの、歴史的仮名遣い:あづみの）は、日本の地名。長野県の中部（中信地方）にある松本盆地のうち、梓川・犀川の西岸（押野崎以南）から高瀬川流域の最南部にかけて広がる扇状地全体を総括している。

## 地名の由来
語源は古代にこの地に移住してきた阿曇犬養連に由来するという説がある。阿曇氏はもともと北九州の志賀島周辺を本拠地としていたが、畿内に東遷した後に全国に散らばっており、阿曇犬養連はその中の一支族である。穂高神社は信濃の安曇郡に定住した阿曇犬養連が祖神を祀った古社であり、その起源は6世紀にまで遡る。
「安曇野」が指し示す範囲としては、明確に画定された線引きは無いが、概ね安曇野市、池田町、松川村、大町市南部の4市町村の他、さらに松本市梓川地区（旧・梓川村）まで含む。古くは安曇平（あづみだいら）と呼ばれていたが、臼井吉見の大河小説『安曇野』によって有名になり、この名称が定着した。それ以前にも武者小路実篤、若山牧水、土岐善麿らの文人によって「安曇野」と呼ばれていた。
なお、「安曇」の平仮名表記については明確な基準は無いが、安曇氏が「アマツミ」に由来するという説があることから「あづみ」と読む場合が多いが、現代仮名遣いでは一般的に「づ」は「ず」と表記するように定められていることから、「あずみ」と表記している例もある。ローマ字表記は「あづみ」「あずみ」に関わらず「Azumi」である。
例：「あづみ」⇒安曇野市、JAあづみ、南安曇郡、安曇村、など。 「あずみ」⇒安曇追分駅、安曇野ワイナリーなど。
例：「Azumi」⇒安曇野市、JAあづみ、安曇追分駅、安曇野ワイナリーなど。

## 概要
安曇野は、北アルプスの山々から湧き出た清流（梓川・黒沢川・烏川・中房川・乳川・穂高川・高瀬川等）によってできた複合扇状地である。そのため地表にある水は浸透してしまうため、堰（せぎ）と呼ばれる用水路によって灌漑（かんがい）し、農業を行っている。主に、稲作やりんご栽培であり、水田地帯が多い。扇状地の扇端部では、安曇野わさび田湧水群があり、水が綺麗でないとできないワサビ栽培やニジマス・信州サーモンの養殖を行っている。

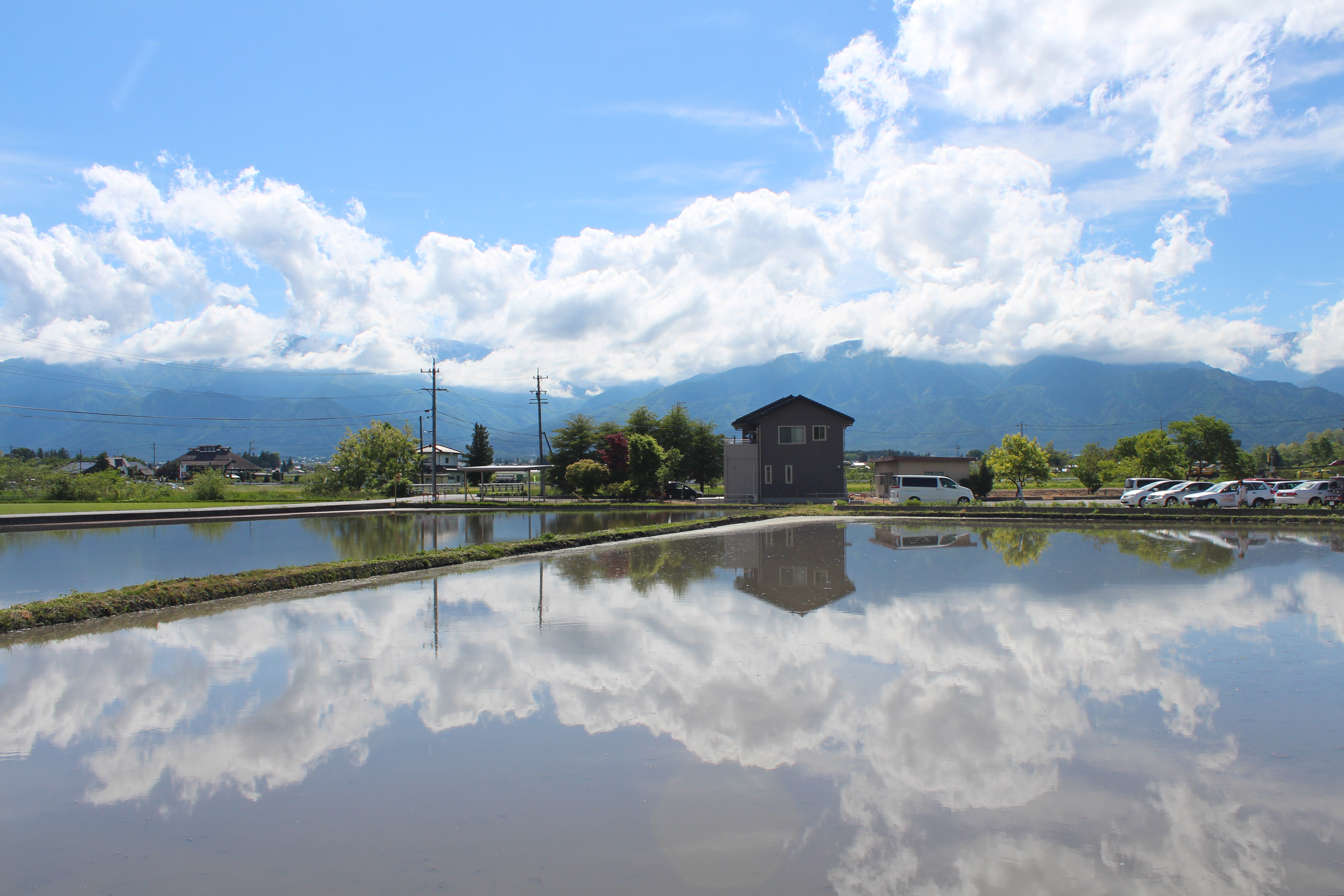
安曇野の水田地帯

また、数多くの美術館や資料館・記念館が点在しており、美術館巡りを楽しむことができるほか、小さく個性的な喫茶店や蕎麦屋、レストラン、宿なども多くある。
長野県内有数の観光地・別荘地となっており、多くの観光客が県内外から訪れる。さらに、定年を迎えるなどした都会在住者などが、スローライフを求めて移住する動きも活発にみられる。

## 安曇野わさび田湧水群

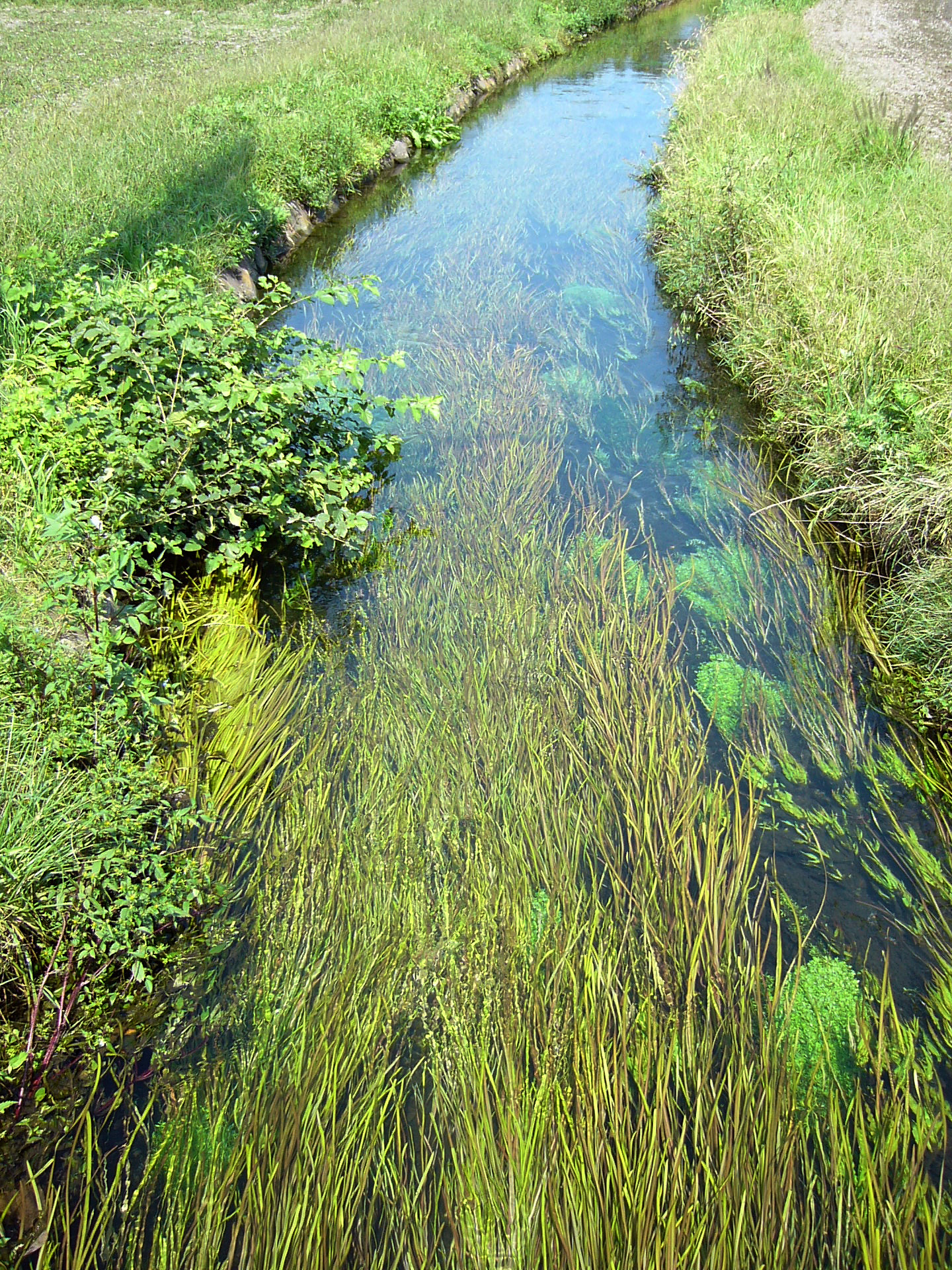
湧水の小川

常念山脈を水源とする犀川、穂高川、高瀬川が形成する扇状地が重なり合った複合扇状地の扇末部に位置する。安曇野の至るところから地下水が湧き出しており、その水量は日量70万tと言われ、安曇野の名産であるワサビやニジマスを育てている。
1985年（昭和60年）環境庁（当時、現・環境省）が指定した名水百選に選定されるとともに1995年（平成7年）3月には国土庁から水とロマンあふれる安曇野として水の郷百選の認定を受けた。
安曇野わさび田湧水群公園も参照

## アクセス
道路
長野自動車道・安曇野インターチェンジ下車。国道147号や安曇野アートラインが安曇野を縦断している。狭い路地が多いこともあり、穂高駅前などにレンタサイクル屋がある。
高速バス
バスタ新宿から安曇野スイス村、穂高駅前経由で白馬行きが各停留所に発着する。
鉄道
JR大糸線が安曇野を縦断している。東京方面からはJR中央本線（中央東線）特急「あずさ」が運行されており、塩尻駅から篠ノ井線に、一部列車は松本駅から大糸線に乗り入れる。名古屋・大阪方面からはJR中央本線（中央西線）特急「しなの」が運行されており、塩尻駅から篠ノ井線に、一部臨時列車は松本駅から大糸線に乗り入れる。大糸線の、松本駅から4駅目の梓橋駅には「是より北 安曇野」と掲示されている。
空路
信州まつもと空港（松本空港）から松本駅前にある松本バスターミナルまで路線バスが運行しており、松本駅からJR大糸線を利用してアクセスできる。このほか、空港ではレンタカーも利用できる。

## 観光スポット

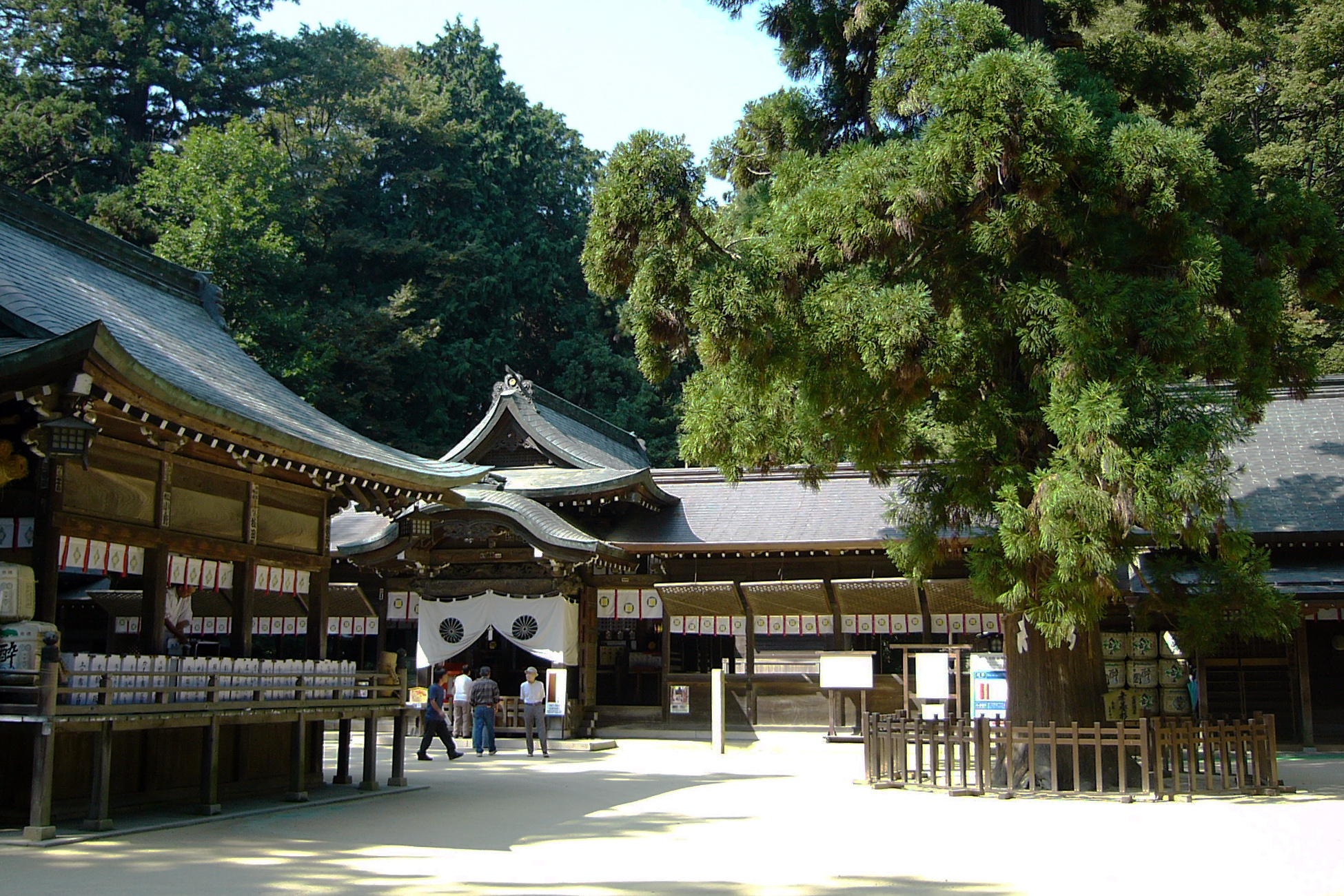
穂高神社

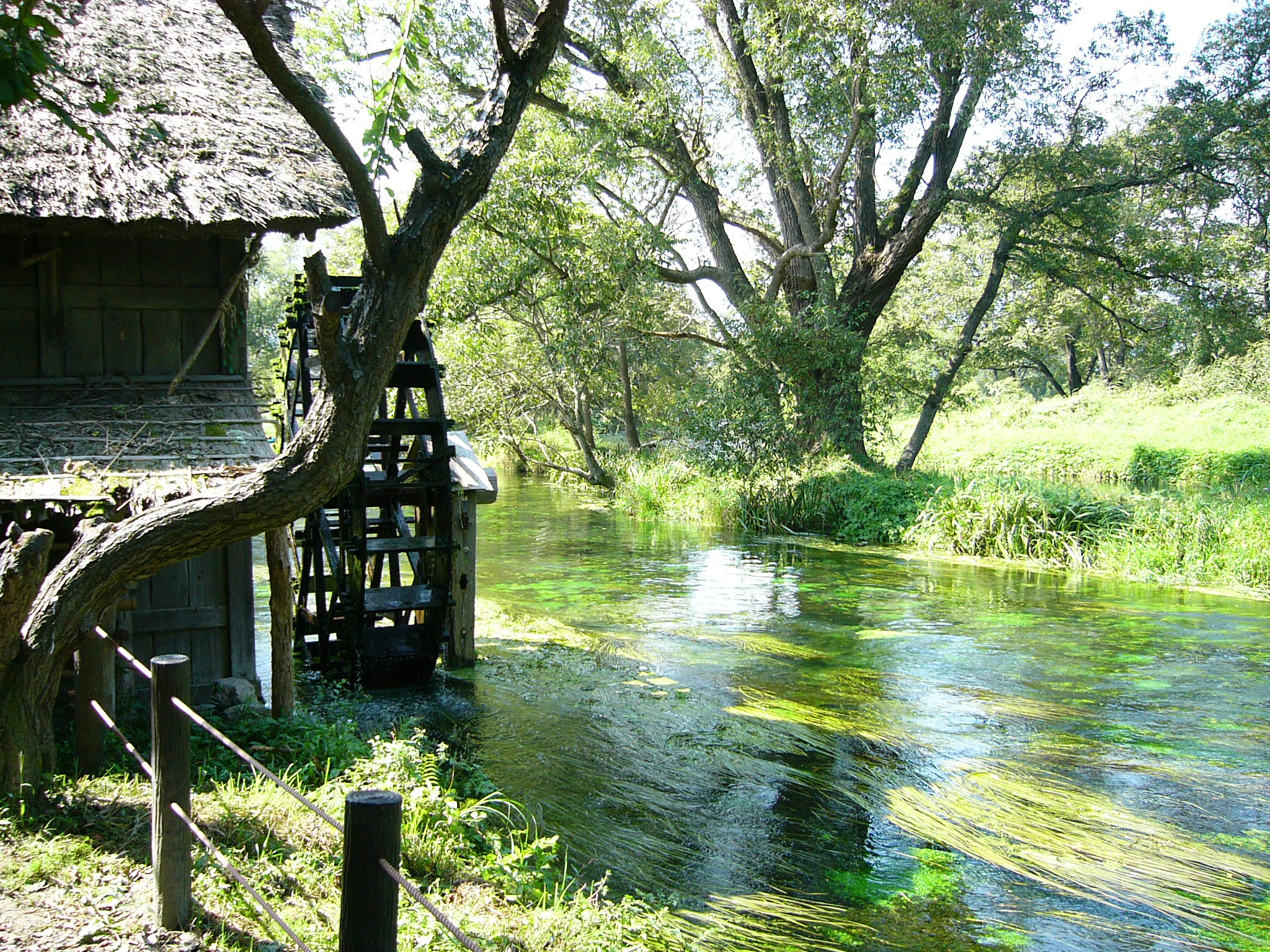
大王わさび農場の水車小屋

- 大王わさび農場 - 湧水の川、蓼川が流れる。
- 安曇野わさび田湧水群公園 - 大王わさび農場南部に位置し、国土交通省から「水の郷」の認定を受け、環境省の「名水百選」に選ばれている親水公園。
- 等々力家
- 穂高神社
- 東光寺
- 碌山公園・碌山美術館
- 犀川白鳥湖
- 穂高温泉郷
- 国営アルプスあづみの公園

### 美術館・資料館
- 安曇野アートライン
  - 安曇野ジャンセン美術館
  - 安曇野市豊科近代美術館
  - 田淵行男記念館
  - 安曇野髙橋節郎記念美術館
  - IIDA・KAN 「ハーモニック・ドライブ・システムズ」
  - 安曇野アートヒルズミュージアム - エミール・ガレ美術館
  - 安曇野山岳美術館
  - 安曇野ちひろ美術館
  - 北アルプス展望美術館
  - 絵本美術館 森のおうち
  - 安曇野ビンサンチ美術館
  - 征矢野久 水彩館
- Museum Cafe BANANA MOON
- 大熊美術館
- 貞享義民記念館

## 安曇野 (小説)
長野県南安曇郡三田村（堀金村を経て、現・安曇野市）生まれの小説家・臼井吉見の大河小説で、彼の代表作。1964年入稿、1974年上梓。筑摩書房から出版、全5巻に及ぶ長編小説である。
主人公は実業家の相馬愛蔵・相馬良夫妻、彫刻家の荻原碌山、教育者の井口喜源治、社会主義者の木下尚江、そして終盤で登場する作者本人の計6人。登場人物の総数は2357人にのぼる。木下と良を除く4人の故郷である安曇野と、相馬夫妻が東京本郷で起業した新宿中村屋の物語に作者の戦中戦後の回顧録を併せて、広く明治から昭和中期にかけての日本を描いている。

## 自動車のナンバープレート
安曇野市、北安曇郡池田町・松川村、東筑摩郡生坂村の4市町村を対象として、2025年5月7日以降、ご当地ナンバーとして「安曇野」ナンバーが交付されている。